# Santo Stefano Quisquina
Santo Stefano Quisquina település Olaszországban, Szicília régióban, Agrigento megyében. Lakosainak száma 4070 fő (2023. január 1.). Santo Stefano Quisquina Bivona, Cammarata, Casteltermini, San Biagio Platani, Alessandria della Rocca és Castronovo di Sicilia községekkel határos.

## Népesség
A település lakossága az elmúlt években az alábbi módon változott:
| Lakosok száma | 4601 | 4516 | 4070 |
|               | 2017 | 2018 | 2023 |